# Rosularia lipskyi
Rosularia lipskyi är en fetbladsväxtart som beskrevs av A. Boriss.. Rosularia lipskyi ingår i släktet Rosularia och familjen fetbladsväxter. Inga underarter finns listade i Catalogue of Life.